# Mathias Bourgue
Mathias Bourgue (sinh ngày 18 tháng 1 năm 1994) là tay vợt quần vợt người Pháp chơi ở hệ thống ATP Challenger Tour. Anh ấy nhận vé đặc cách vào vòng đấu chính thức nội dung đơn nam của Giải quần vợt Pháp Mở rộng 2016, nơi anh tìm đến vòng thứ 2, nhưng đã thua tay vợt hạt giống số 2 cũng là đứng thứ 2 thế giới Andy Murray trong 5 séc.

## Chung kết Challenger

### Đơn: 3 (2 danh hiệu, 1 á quân)
| Legend                    |
| ------------------------- |
| ATP Challenger Tour (2–1) |

| Outcome | TT | Ngày                | Giải đấu           | Mặt sân  | Đối thủ                 | Tỷ só         |
| ------- | -- | ------------------- | ------------------ | -------- | ----------------------- | ------------- |
| Vô địch | 1. | 21 tháng 6 năm 2015 | Blois, Pháp        | Đất nện  | Daniel Muñoz de la Nava | 2–6, 6–4, 6–2 |
| Á quân  | 1. | 1 tháng 5 năm 2016  | Anning, Trung Quốc | Đất nện  | Jordan Thompson         | 3–6, 2–6      |
| Vô địch | 2. | 19 tháng 2 năm 2017 | Cherbourg, Pháp    | Cứng (i) | Maximilian Marterer     | 6–3, 7–6(7–3) |